# 天主教馬特瓦拉教區
天主教馬特瓦拉教區（拉丁語：Dioecesis Matehualensis），是墨西哥一個天主教教區，位於聖路易斯波托西州西北部。屬聖路易斯波托西總教區。
教區成立於1997年5月28日，2006年有教友213,812人，佔總人口85.6%。有十七個堂區、司鐸卅一人。現任教區主教為路加·馬丁內斯·拉臘。